# Thorpe Audlin
Thorpe Audlin – wieś w Anglii, w hrabstwie ceremonialnym West Yorkshire, w dystrykcie metropolitalnym Wakefield. Leży 26 km na południowy wschód od miasta Leeds i 250 km na północ od Londynu.